# 차현향
차현향(1979년 10월 3일~)은 조선민주주의인민공화국의 유도 선수로 2000년 하계 올림픽에 참가했다.